# Марков протокол
Марков протокол је назив за ефемерни споразум, закључен 13. априла 1923. године, између Народне радикалне странке и Федералистичког блока (ХРСС, СЉС, ЈМО). 

## Позадина
Велики успех ХРСС на изборима 1923. године изазвао је одушевљење међу федералистима. Априла 1923. године између ХРСС, СЛС и ЈМО воде се преговори о заједничком политичком иступу против владиног централизма, за демократско решење националног питања и проблема о реорганизацији државе. Федералистички блок имао је готово 700.000 гласача. Споразум између ових странака представљао је политички догађај од прворазредног значаја. Ту се није радило о сепаратизму, већ о антицентрализму; федералистички блок дакле није заступао цепање државе већ њену реорганизацију. Радикали су оштро нападали федералистички блок који је угрозио хомогену Пашићеву владу. Долази и до физичких напада, односно сукоба између ОРЈУНЕ и ХАНАО. Међутим, влада Пашић-Прибићевић мора да попушта. На то су је натерали изборни резултати из 1923. године који су показали да би у будућој Народној скупштини њени посланици могли остати у мањини. Радикали су излаз из ове ситуације нашли у привременом споразуму. 

## Склапање споразума
Пашић је почетком априла 1923. године упутио у Загреб тадашњег министра Ђиву Сулила са задатком да склопи споразум са ХРСС, односно са Стјепаном Радићем. Пашић је био спреман да ХРСС понуди 6 министарских места у новој влади, СЛС (Антон Корошец) два, а ЈМО (Мехмед Спахо) једно. Потом је ХРСС упутила у Београд Влатка Мачека који је преговарао са Љубом Јовановићем. Резултат тих преговора је био тај да је Радикална странка послала председника радикалског посланичког клуба, Марка Ђуричића, и посланика попа Воју Јањића, у Загреб. Разговори између федералистичког блока и Радикала у Загребу завршени су споразумом који је предвиђао: 1) да ХРСС не напушта своју дотадашњу политику апстиненције Народне скупштине. 2) у Народну скупштину ући ће представници СЛС и ЈМО. 3) влада неће спроводити оне одредбе Видовданског устава које се односе на поделу земље на области. 
О споразуму је састављен посебан записник којему је приликом потписивања делегата сам Радић да назив „Марков протокол“ јер је први потписник био најстарији међу њима, Марко Ђуричић. 

## Након споразума
Међутим, Радикали нису желели да сасвим раскину са својим ранијим сарадницима из Демократске странке, односно групе окупљене око Светозара Прибићевића. По повратку у Београд, Воја Јањић је отишао код Прибићевића на разговор чиме је, наводно, читава политика заснована на Марковом протоколу била угрожена. Стјепан Радић је на то бурно реаговао. Сутрадан је у загребачком предграђу Боронгај одржао говор на коме је одбацио Марков протокол. Тражио је суверенитет за Хрватску, али он српског народа, не од краља. Тиме је показао да не признаје династију Карађорђевића, а самим тим ни основна начела Краљевине СХС. Радикали су оштро напали Радића оптужујући га за једнострано кидање Марковог протокола. 